# Thenkasi
Thenkasi är en ort i Indien.   Den ligger i distriktet Tirunelveli Kattabo och delstaten Tamil Nadu, i den södra delen av landet, 2 200 km söder om huvudstaden New Delhi. Thenkasi ligger 170 meter över havet och antalet invånare är 65 496.
Terrängen runt Thenkasi är varierad. Runt Thenkasi är det tätbefolkat, med 659 invånare per kvadratkilometer. Närmaste större samhälle är Kadayanallur, 12,8 km norr om Thenkasi. Omgivningarna runt Thenkasi är en mosaik av jordbruksmark och naturlig växtlighet.